# 卢基乌斯·维吉尼乌斯·鲁弗斯
卢基乌斯·维吉尼乌斯·鲁弗斯（15年—97年）是罗马帝国上日耳曼尼亞军团指挥官。他当选过三次执政官(分别在63, 69和97年)，出生于科莫附近。

## 生平
维吉尼乌斯出生于骑士阶级。63年，在尼禄统治时期，他当选为执政官。离任后，他被任命为上日耳曼尼亞总督。67年，当文德克斯起兵反抗尼禄，维吉尼乌斯率军镇压了叛乱（68年）。在尼禄自杀后，上日尔曼尼亚军团支持维吉尼乌斯称帝，但是维吉尼乌斯拒绝了这一建议。
69年4月，奧托死后，军团再次支持维吉尼乌斯，又遭到后者拒绝。 维吉尼乌斯在罗马西北部伊特鲁里亚沿海的Alsium退休。在那里，他学习、写诗，平静的渡过了三十年。
在图密善被谋杀后，涅尔瓦在元老院的支持下成为新皇帝。97年，涅尔瓦选择维吉尼乌斯为自己的执政官。然而维吉尼乌斯在一次演讲中意外受伤。不久死去，享受国葬，享年83岁。